# La Chapelle-en-Juger
La Chapelle-en-Juger is een plaats en voormalige gemeente in het Franse departement Manche in de regio Normandië en telt 662 inwoners (2017). De plaats maakt deel uit van het arrondissement Saint-Lô.

## Geschiedenis
La Chapelle-en-Juger maakte deel uit van het kanton Marigny tot dit op 22 maart 2015 werd opgeheven en de gemeente werd opgenomen in het op die gevormde kanton Saint-Lô-1. Op 1 januari 2016 fuseerde de gemeente met Hébécrevon tot de commune nouvelle Thèreval. Sinds die datum heeft La Chapelle-en-Juger de status van commune déléguée. 

## Geografie
De oppervlakte van La Chapelle-en-Juger bedraagt 15,2 km², de bevolkingsdichtheid is 41,1 inwoners per km².
De onderstaande kaart toont de ligging van La Chapelle-en-Juger met de belangrijkste infrastructuur en aangrenzende gemeenten.

## Demografie
Onderstaande figuur toont het verloop van het inwonertal (bron: INSEE-tellingen).